# Samarnäshornsfågel
Samarnäshornsfågel (Penelopides samarensis) är en fågel i familjen näshornsfåglar inom ordningen härfåglar och näshornsfåglar.

## Utseende och läte
Samarnäshornsfågeln är en liten näshornsfågel. Näbben är rätt kort med svarta band och runt ögat och på hakan syns bar hud. Hanen är ljus på ovansida och huvud, med svart kind, ljusbeige stjärt med svart spets och ljusblå bar hud i ansiktet. Honan är helsvart med ett beigefärgat tvärband på stjärtens mitt och i ansiktet mörkare blå bar hud. Lätet är ett kort och medelljust tutande som ofta avges i snabba serier, påminnande om en pipleksak.

## Utbredning och systematik
Fågeln förekommer i Filippinerna på Samar, Leyte, Calicoan och Bohol. Den behandlas som monotypisk, det vill säga att den inte delas in i några underarter. Vissa kategoriserar den som underart till Penelopides panini eller Penelopides affinis. 

## Status
IUCN erkänner den inte som art, varför den inte placeras i någon hotkategori.